# Bistum Xingu-Altamira
Das Bistum Xingu-Altamira (portugiesisch Diocese de Xingu-Altamira) ist eine in Brasilien gelegene römisch-katholische Diözese mit Sitz in Altamira im Bundesstaat Pará.

## Geschichte
Das Bistum Xingu-Altamira wurde am 6. November 2019 durch Papst Franziskus aus Gebietsteilen der aufgelösten Territorialprälatur Xingu errichtet und dem Erzbistum Santarém als Suffraganbistum unterstellt. Erster Bischof wurde João Muniz Alves OFM.
Das Bistum Xingu-Altamira umfasst die Munizips Altamira, Vitória do Xingu, Senador José Porfírio, Porto de Moz, Gurupá, Anapu, Brasil Novo, Medicilândia, Uruará und Placas.